# Vegard Samdahl
Vegard Samdahl (født 21. marts 1978) er en norsk tidligere håndboldspiller, der blandt andre spillede for Århus GF i Håndboldligaen.
Samdahl optrådte på det norske håndboldlandshold.

## Eksterne links
- Spillerinfo